# Tualatin
Tualatin – miasto w Stanach Zjednoczonych, w stanie Oregon, w hrabstwie Washington.